# Cloiselia
Cloiselia S.Moore, 1906 è un genere di piante angiosperme dicotiledoni della famiglia delle Asteraceae.

## Descrizione
Le specie di questa voce sono piante perenni con portamenti arbustivi e arborei (fino a 10 metri di altezza). La sezione dei rami varia da arrotondata a quadrangolare con superficie leggermente striata e glabrescenza variabile (possono essere bianco/grigiastro-tomentosi per peli semplici).
Le foglie, pseudo-picciolate, lungo il caule normalmente sono a disposizione alternata o fascicolata. La forma della lamina (semplice e intera) varia da oblanceolata a spatolata; i bordi sono interi; gli apici sono arrotondati, spesso mucronati; entrambe le superfici sono da glabre o glabrescenti a densamente bianco-tomentose (la parte abassiale è maggiormente tomentosa). Le stipole sono assenti.
Le infiorescenze sono composte da numerosi capolini terminali e solitari, o raccolti in gruppi di 2 - 4 su fogliosi peduncoli. I caolini, di tipo discoide, sono formati da un involucro a forma da ciatiforme (a forma di rosa) a obconica composto da brattee (o squame) all'interno delle quali un ricettacolo fa da base ai fiori. Le brattee disposte su 5 a 9 serie in modo embricato e scalato sono di varie forme (colorate di verde e tomentose) a consistenza coriacea con apici pungenti. Le brattee più interne hanno margini scariosi. Il ricettacolo, alveolato, a forma piatta o più o meno concava, spesso è privo di pagliette (raramente ne è provvisto).
I fiori sono tetra-ciclici (ossia sono presenti 4 verticilli: calice – corolla – androceo – gineceo) e pentameri (ogni verticillo ha 5 elementi). I fiori, da 2 a 8 per capolino, in genere sono zigomorfi (o sub-actinomorfi), ermafroditi (bisessuali) e fertili.
- Formula fiorale:

*/x K {\displaystyle \infty }, [C (5), A (5)], G 2 (infero), achenio
- Calice: i sepali del calice sono ridotti ad una coroncina di squame.
- Corolla: la corolla è formata da una parte basale bulbosa ingrandita e da 5 lobi terminali (corti o lunghi). I lobi sono divisi da un profondo seno (corolla ligulata senza un arto espanso). Le corolle sono glabre o pubescenti con differenti tipi di ghiandole (raramente sono privi di ghiandole o peli).
- Androceo: gli stami sono 5 con filamenti liberi sporgenti dalla corolla, glabri o papillosi e distinti, mentre le antere sono saldate in un manicotto (o tubo) circondante lo stilo. Le antere in genere hanno una forma sagittata con base caudata e calcarata; le appendici sono lunghe affusolate. Il polline normalmente è tricolporato a forma sferica di tipo echinato (o liscio).
- Gineceo: lo stilo è filiforme con due stigmi divergenti; gli stigmi possono essere sia corti che lunghi con pubescenza abassiale (i peli alla base sono più larghi); la superficie stigmatica è continua con creste marginali; gli apici sono arrotondati o subacuti. L'ovario è infero uniloculare formato da 2 carpelli. L'ovulo è unico e anatropo.

I frutti sono degli acheni con pappo. La forma dell'achenio è spiraleggiante. Possono essere presenti 8 - 10 coste longitudinali. Il pericarpo può essere di tipo parenchimatico, altrimenti è indurito (lignificato) radialmente; la superficie è irsuta o glabra.  Il carpoforo (o carpopodium - il ricettacolo alla base del gineceo) è assente. I pappi, formati da una o più serie di setole, barbate o piumate, sono isomorfi, decidui o persistenti, sono direttamente inseriti nel pericarpo o connati in un anello parenchimatico posto sulla parte apicale dell'achenio.

## Biologia
- Impollinazione: l'impollinazione avviene tramite insetti (impollinazione entomogama tramite farfalle diurne e notturne).
- Riproduzione: la fecondazione avviene fondamentalmente tramite l'impollinazione dei fiori (vedi sopra).
- Dispersione: i semi (gli acheni) cadendo a terra sono successivamente dispersi soprattutto da insetti tipo formiche (disseminazione mirmecoria). In questo tipo di piante avviene anche un altro tipo di dispersione: zoocoria. Infatti gli uncini delle brattee dell'involucro si agganciano ai peli degli animali di passaggio disperdendo così anche su lunghe distanze i semi della pianta.

## Distribuzione e habitat
Le specie di questo genere sono endemiche del Madagascar.

## Tassonomia
La famiglia di appartenenza di questa voce (Asteraceae o Compositae, nomen conservandum) probabilmente originaria del Sud America, è la più numerosa del mondo vegetale, comprende oltre 23.000 specie distribuite su 1.535 generi, oppure 22.750 specie e 1.530 generi secondo altre fonti (una delle checklist più aggiornata elenca fino a 1.679 generi). La famiglia attualmente (2021) è divisa in 16 sottofamiglie.

### Filogenesi
Le specie di questa voce appartengono alla sottofamiglia Dicomoideae, e in particolare alla sottotribù Dicominae (tribù Dicomeae). La sottofamiglia (di recente costituzione), da un punto di vista filogenetico, è posizionata tra le sottofamiglie Tarchonanthoideae e Carduoideae. I caratteri principali della sottofamiglia sono: i portamenti variano da erbacei a arbustivi, l'involucro è pluriseriato con brattee coriacee e pungenti, il ricettacolo è alveolato, il polline è echinato, i rami dello stilo sono pubescenti con superficie stigmatica continua e cresta marginale, il carpoforo in genere è assente. L'area di origine della maggior parte delle specie è l'Africa a sud del Sahara.
Il genere di questa voce recentemente è stato revisionato e più precisamente è stato segregato dal genere più ampio Dicoma. In dettaglio il genere Dicoma è stato suddiviso in più generi (oltre a Cloiselia):  Macledium Cass. con 18 specie e Pasaccardoa Kuntze con 4 specie che con il genere monotipo Dicomopsis welwitschii (O.Hoffm.) S.Ortiz (derivato da Dicoma welwitschii) formano un "gruppo fratello" con Dicoma s.str. Questo gruppo di generi, raccolto nella sottotribù Dicominae S.Ortiz è individuato dai seguenti caratteri diagnostici: le ramificazioni sono allungate, le brattee dell'involucro hanno delle evidente coste mediane e delle strisce scure longitudinali e gli acheni sono ricoperti da ghiandole intercostali.
Il genere Cloiselia in questo gruppo, da un punto di vista filogenetico, occupa una posizione intermedia. Tuttavia alcuni caratteri delle specie di questo genere si possono vedere quasi esclusivamente in certi gruppi primitivi di Asteraceae del Sud America, come nelle tribù Barnadesieae (sottofamiglia Barnadesioideae) o nel gruppo Stenopadus (tribù Wunderlichieae, sottofamiglia Wunderlichioideae) o nella tribù Stifftieae (sottofamiglia Stifftioideae). Questi caratteri sono: una corolla zigomorfa/actinomorfa, generalmente tubolare, a cinque lobi, e spesso con un seno tra i lobi molto più lungo degli altri; una struttura dei nervi dei lobi della corolla più primitiva rispetto alle Composite evolutesi più tardi; una corolla spesso villosa, con lunghi peli ghiandolari raramente inseriti alla base della corolla e adiacenti alle code connate delle antere. Questi caratteri più o meno plesiomorfi potrebbero essere il risultato dell'isolamento e della protezione dalla concorrenza, come si è visto in molti altri lignaggi vegetali e animali in Madagascar.
Il cladogramma seguente, tratto dalla pubblicazione citata e semplificato, rappresenta la struttura filogenetica del gruppo di generi sopradescritti.
| xxxDicoma_s.str.xxx | Dicoma                                                                 |
|                     | Dicoma                                                                 |
|                     | \| \| Dicomopsis welwitschii \| \| \| \| \| \| Pasaccardoa \| \| \| \| |
|                     |                                                                        |
|                     | Dicomopsis welwitschii                                                 |
|                     |                                                                        |
|                     | Pasaccardoa                                                            |
|                     |                                                                        |

|  | Dicomopsis welwitschii |
|  |                        |
|  | Pasaccardoa            |
|  |                        |

| xxxDicoma_s.str.xxx | Dicoma                                                                 |
|                     | Dicoma                                                                 |
|                     | \| \| Dicomopsis welwitschii \| \| \| \| \| \| Pasaccardoa \| \| \| \| |
|                     |                                                                        |
|                     | Dicomopsis welwitschii                                                 |
|                     |                                                                        |
|                     | Pasaccardoa                                                            |
|                     |                                                                        |

|  | Dicomopsis welwitschii |
|  |                        |
|  | Pasaccardoa            |
|  |                        |

| xxxDicoma_s.str.xxx | Dicoma                                                                 |
|                     | Dicoma                                                                 |
|                     | \| \| Dicomopsis welwitschii \| \| \| \| \| \| Pasaccardoa \| \| \| \| |
|                     |                                                                        |
|                     | Dicomopsis welwitschii                                                 |
|                     |                                                                        |
|                     | Pasaccardoa                                                            |
|                     |                                                                        |

|  | Dicomopsis welwitschii |
|  |                        |
|  | Pasaccardoa            |
|  |                        |

| xxxDicoma_s.str.xxx | Dicoma                                                                 |
|                     | Dicoma                                                                 |
|                     | \| \| Dicomopsis welwitschii \| \| \| \| \| \| Pasaccardoa \| \| \| \| |
|                     |                                                                        |
|                     | Dicomopsis welwitschii                                                 |
|                     |                                                                        |
|                     | Pasaccardoa                                                            |
|                     |                                                                        |

|  | Dicomopsis welwitschii |
|  |                        |
|  | Pasaccardoa            |
|  |                        |

Il numero cromosomico di base delle specie di questo gruppo è: 2n = 22.
Il periodo di separazione della sottofamiglia (formazione del clade) dal resto della famiglia delle Asteraceae è di circa 41,5 milioni di anni fa; mentre gli antenati delle attuali specie si sono separati circa 27 milioni di anni fa (gruppo corona).

### Elenco delle specie
Questo genere comprende le 4 seguenti specie:
- Cloiselia carbonaria S.Moore
- Cloiselia humbertii  S.Ortiz
- Cloiselia madagascariensis  S.Ortiz
- Cloiselia oleifolia  (Humbert) S.Ortiz